# O2 арена (Прага)
„O2 арена“, преди наричана Сазка Арена, е многофункциокална арена, намираща се в Прага, Чехия. Построена е за Световното първенство по хокей на лед през 2004 година.
Арената е дом на ХК „Славия“ Прага от Чешката екстралига. Също така е била и домакин на „Final Four“ на Евролига през 2006 година.
В „O2 арена са изнасяли концерти редица изпълнители и групи, сред които Мадона, Селин Дион, Тина Търнър, Бионсе, Депеш Мод, Кис, R.E.M., Куийн, Лучано Павароти, Фил Колинс, Слейд, Ред Хот Чили Пепърс, Гънс Ен Роузис, Пърл Джем, Брайън Адамс, Лени Кравиц, Кристина Агилера, Шакира, Линкин Парк, Гуен Стефани, Кайли Миноуг, Пинк, Лейди Гага, Колдплей, Ванеса Мей, Ей Си/Ди Си, Ози Озбърн, Аеросмит и много други.
До залата има лесен достъп. Може да се стигне с градски транспорт, има и метространция, станцията "Českomoravská" (по линия B), трамваини и автобусни спирки, жп гарата "Praha Libeň", също така, се намира близо.